# Relief deșertic

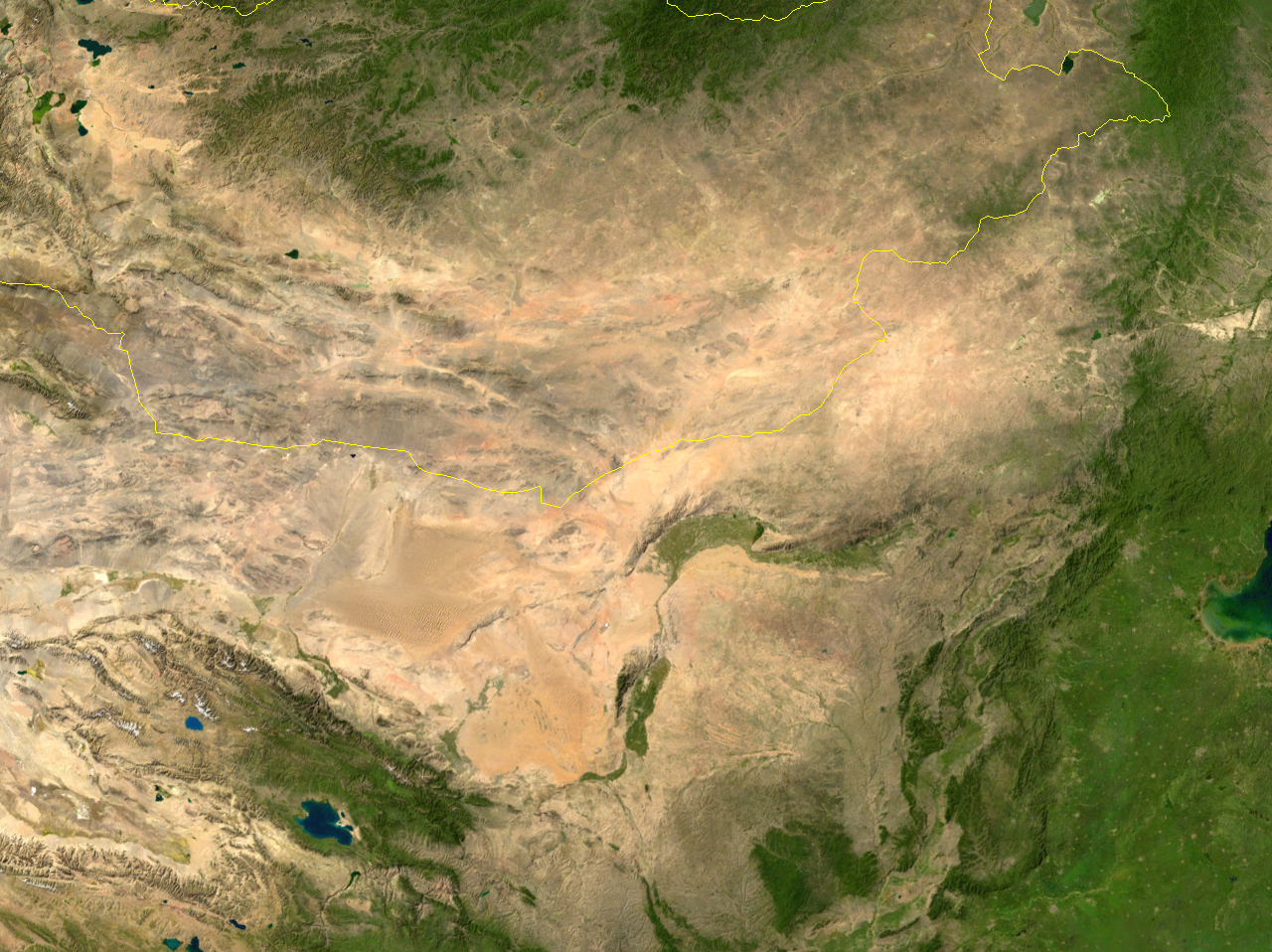
Relief deșertic (Gobi - vedere din satelit)

Relieful deșerturilor este  un relief climatic. În deșerturi, lipsa vegetatiei și a solurilor face ca agenții morfogenetici să intre în contact direct cu roca și ca urmare să se creeze un relief specific.
Pot fi denumite aride și semiaride acele regiuni cu precipitații foarte reduse (sub 200 mm anual), dar suficiente pentru menținerea unor sisteme de râuri capabile să transporte temporar sfărâmăturile produse prin dezagregare, dar insuficiente pentru a permite dezvoltarea unei cuverturi vegetale care să protejeze solurile contra eroziunii agenților subaerieni.

## Caracterul climatic
Caracterul climatic este legat de regimul precipitațiilor, la care se adaugă temperatura și vântul, ce contribuie prin intermediul evaporației la stabilirea unui bilanț hidric deficitar. Clima specifica este aridă.

### Precipitațiile
Precipitațiile au o medie anuală de 200 mm; se întâlnesc uneori medii de 500-700 mm, dar evaporația potențială puternică (în Sahara 400 mm anual) menține caracterul de ariditate. Precipitațiile din aceste regiuni se caracterizează printr-o mare neregularitate: repartiția neuniformă pe luni, diferențe mari de la an la an când cad mai ales sub forma de averse.  În Sahara s-au înregistrat perioade de 18 luni fără nici o picătură de ploaie; în pustiul Atacama s-au semnalat 10-20 de ani fără precipitații.

### Temperatura
Temperatura aerului prezintă puternice oscilații de la zi la noapte, înregistrându-se amplitudini medii de peste 25°C la umbră și 40-50°C la soare. În Sahara în timpul zilei la suprafața nisipului s-au înregistrat temperaturi de 72°C care au coborât în timpul nopții la 0°C sau chiar sub 0°C.

### Vântul
Vânturile nu prezintă valori mai ridicate decât în alte regiuni, dar importanța lor în regiunile aride capătă o valoare mai mare prin consecințele asupra creșterii gradului de uscăciune (mărirea evaporației) și prin acțiunea lor morfogenetică (spulberarea solurilor și nisipurilor lipsite de un covor vegetal protector, formarea dunelor).

## Vegetația
Vegetația este săracă, adaptată la condițiile climatice aride. Speciile tipice de plante sunt:spinul cămilei, saxaulul, sărățica, gipsărița, pelinul negru, mimozele, salcâmul, curmalul.

## Solul
Absența solurilor este dictată de lipsa unui covor vegetal, șiroire și vânt, care înlătură materialele rezultate prin dezagregarea rocilor. Acțiunea slabă a proceselor chimice și biochimice explică de asemenea ritmul lent sau absența proceselor de solificare. Solurile specifice sunt cenușii de deșert.

## Hidrografia
Hidrografic, regiunile aride și semiaride se caracterizează prin intermitența cursurilor de apă și prin lipsa unei rețele hidrografice organizate. Singurele cursuri de apă sunt uedurile. Acestea funcționează numai în timpul averselor violente, când prezintă o undă de viitură foarte puternică. În cele mai multe cazuri, apele uedului se pierd în propriile aluviuni sau se evaporă înainte să se verse într-un lac interior. Această hidrografie, fără un nivel de bază local precis, se numește areică; apele care se varsă într-un lac interior se numesc endoreice (bazinul lacului Aral); în mod excepțional există și ape cu scurgere la mare (exoreice), care au izvoarele în zone foarte umede, cum ar fi Nilul.

## Clasificare
În funcție de gradul de ariditate sunt trei tipuri principale de deșerturi: semiaride, aride și hiperaride. 

### Deșerturi semiaride
Se caracterizează printr-o cantitate anuală de 200-300 mm precipitații, care cad în anotimpul umed sub formă de averse violente, dar și sub formă de ploi lente de mai mare durată; nu prezintă rezerve subterane de apă și nici scurgeri permanente autohtone. Vegetația sporadică și discontinuă de tufișuri spinoase este legată de anotimpul mai umed și de ploile întâmplătoare, după care dispar.

### Deșerturi aride
Prezintă precipitații medii anuale sub 200 mm; ploile cad sporadic sub formă de averse scurte și violente. Nu există un anotimp mai umed, ci numai zile umede, în timpul ploilor. Vegetația a dispărut complet sau este localizată discontinuu în lungul uedurilor. Regimul termic este foarte diferit de la o regiune la alta, de unde necesitatea subîmpărțirii lor în două tipuri: deșerturi calde (Sahara, Kalahari, Arabia, Australia) cu temperaturi medii anuale de 15-20°C și deșerturi reci (Gobi, Tibet, Groenlanda, Islanda, Pamir, Anzi). În care temperaturile medii anuale sunt cuprinse între -10 și +5°C, iar precipitațiile cad mai ales sub formă de zăpadă

### Deșerturi hiperaride
Sunt mult mai rare, ele apropiindu-se de limita maximă a aridității. Ploile sunt atât de rare încât trec ani sau zeci de ani până când se înregistrează o aversă de câțiva mm. În deșerturile continentale (Death Valley) se înregistrează contraste termice diurne foarte mari, în schimb în deșerturile litorale (Atacama) amplitudinile termice sunt reduse. Vegetația este efemeră (durează doar câteva zile după căderea unei ploi).

## Relieful de dezagregare și alterare
Lipsa solurilor și vegetației de pe cea mai mare parte a regiunilor aride, pune roca în contact direct cu variațiile termice violente și cu insolația.

### Dezagregarea
Dezagregarea, principalul proces de distrugere și fărâmițare a rocilor, este condiționată de amplitudinile termice diurne extrem de mari, dar și de variațiile de umiditate dintre zi și noapte. Variațiile termice provoacă fisuri în stratul superficial al rocii; materialele se desprind și se acumulează la baza pantelor sub formă de blocuri de grohotiș; pe suprafețe plane se formează acumulări eluviale. În rocile eterogene, ca textură și mineralogie, dezagregarea este de tip granular; aici se formează mici excavațiuni denumite alveole și în anumite condiții taffoni (niște excavații semisferice ale căror diametre ating uneori câțiva metri). 
Variațiile de umiditate acționează asupra rocilor atât pe cale chimică, prin dizolvarea și precipitarea sărurilor, cât și pe cale mecanică, prin creșterea în volum a cristalelor de săruri.

### Alterarea
Alterarea ca proces fizico-chimic al morfogenezei, are un rol important în regiunile aride. Caracteristica principală este alternanța perioadelor scurte de umectare cu cele de uscăciune. Umectarea produce dizolvarea materialelor, precum și două tipuri de migrări: la distanțe foarte mici (de ordinul mm sau cm) și cele care însoțesc șiroirea pe distanțe de zeci de km. 

#### Migrările la mică distanță
Migrările la mici distanțe dau naștere patinei deșertice, aflorescentelor și microlapiezurilor. 
Patina deșertică sau luciul negru este formată dintr-o pojghiță subțire, având aspectul unui lac negru strălucitor, extinsă la suprafața rocilor care conțin minerale solubile sau alterabile. Mineralele dizolvate în timpul umectării, se concentrează sub efectul evaporației pe suprafața rocii, formând un strat bogat în oxizi de fier și mangan. Patina protejează roca împotriva coraziunii și chiar a dezagregării. 
Eflorescențele întâlnite mai ales în deșerturile cu roci argiloase și mâloase, provin din cristalizarea superficială a sărurilor solubile (cloruri și sulfați). 
Microlapiezurile, întâlnite numai în rocile solubile (calcar, dolomit, gips) apar sub forma unor șănțulețe sinuoase.

#### Migrările la mare distanță
Migrările la mare distanță, provocate de șiroire, concentrează în zonele depresionare cantități mari de produse dizolvate, precum și nisipuri și argile. La secetă are loc o deplasare ascendentă a apei, iar produsele dizolvate recristalizează la suprafață, sub forma unei cruste calcaroase numită duricrust (Australia) sau caliche (Mexic).

## Relieful creat de apele curgătoare
În timpul averselor, oricât de rare ar fi, apele sunt atât de mari încât modifică relieful într-o măsură mai mare decât restul tuturor agenților în intervalul fără ploi. 

### Șiroirea
Șiroirea, mai intensă la marginea deșerturilor și în regiunile montane, unde cantitatea de precipitații se menține în jur de 200-300 mm, exercită o puternică activitate de eroziune mai ales pe versanții alcătuiți din roci moi (argile, marne). În aceste locuri se formează o rețea densă de ravene, despărțite prin interfluvii proeminente, ascuțite, din asocierea cărora rezultă relieful de tip bad-lands.

### Uedurile
Uedurile sunt văi largi prin care se scurg apele temporare în timpul viiturilor; apele se pierd prin infiltrație și evaporare chiar în patul văilor respective; sunt considerate de către unii autori, văi ale unor vechi cursuri care au funcționat în perioadele climatice umede. În Africa de Sud – deșertul Kalahari sunt denumite omuramba, iar în America Latină arroyos. După trecerea viiturii uedul se transformă într-un șirag de bălți (în Sahara, gueltas), care dispar în câteva zile prin evaporație. Viitura uedului este bruscă. Ea apare ca un val uriaș care atinge viteze de 5-6 km/oră, uneori chiar de 15-20 km/oră. Bruschețea și viteza mare a viiturii ajung să smulgă de pe patul uedului cantități enorme de materiale și să le transporte la distanțe mari. Atunci când aluviunile transportate sunt foarte fine, viitura are aspectul unei curgeri noroioase. Prin eroziunea laterală a unor ueduri vecine se formează o întinsă câmpie de eroziune, acoperită cu aluviuni (glacisuri) pe care apele divaghează. Zonele din avalele acestor câmpii de eroziune se caracterizează prin predominarea conurilor de împrăștiere nisipoase, cu dune și brațe părăsite, unde stagnează uneori bălți, (maaders, în Sahara). 

### Relieful de acumulare
Relieful de acumulare este prezent în cuvete endoreice. Materialele cărate de șiroire și de ueduri dau naștere unor câmpii de acumulare. Acumulările constituite din materiale grosiere, ce se produc în apropierea regiunilor înalte se împrăștie sub forma unor conuri aluviale. Asemenea procese sunt realizate de ueduri cu bazine hidrografice mari, situate în regiuni montane întinse, unde se pot produce ploi cu durata mai mare. Depărtându-se de munte brutalitatea viiturii scade, uedurile transportă materialele în suspensie (nisipuri, mâluri) și pe cele dizolvate până în cuvetele cele mai joase. Mâlurile și produsele dizolvate sunt depuse în partea centrală unde temporar se mențin lacuri, în general sărate. Nisipurile se depun pe marginea cuvetelor creând condiții de formare a dunelor.
Asemenea depresiuni endoreice sunt numite sebkha sau șot în țările arabe, playa, bolson, salina sau salar în America Latină, kewir în Iran, takâr în Asia Mică. Ele au dimensiuni reduse și apă temporară când sunt situate pe platouri înalte. Ele însă pot ocupa și fundul unei mari relicte (Marea Caspică, Lacul Aral) sau al unei cuvete tectonice (Marea Moartă, Lacul Ciad, cuvetele Birket Quarum și Quattara din Egipt). Aceste cuvete constituie nivele de bază locale, către care evoluează toată rețeaua hidrografică endoreică (uedurile).
La cuvetele înalte, zona centrală ocupată temporar de lac, este o câmpie plată, argiloasă, la suprafața căreia se formează prin evaporație o crustă de săruri.

## Relieful eolian
Vânturile din pustiuri nu sunt nici mai frecvente, nici mai puternice decât în alte zone climatice, numai că eficiența lor este sporită din cauza aridității și absenței covorului vegetal. Vântul acționează asupra reliefului prin eroziune (coraziune și deflație), transport și acumulare. 

### Eroziunea
Este procesul prin care particulele de sol sau de roca sunt desprinse si indepartate din loc sub actiunea diferitilor agenti externi(vant,precipitatii,gheata)

#### Coraziunea
Coraziunea este acțiunea de roadere și șlefuire asupra rocilor, exercitată de vântul încărcat cu grăunți de nisip. Ea se resimte mai ales în vecinătatea solului deoarece încărcătura de nisip este aici maximă.

#### Deflația
Deflația este acțiunea de spulberare a dezagregărilor fine de la suprafața rocilor și transportul acestora pe diferite distanțe, în funcție de intensitatea și viteza vântului. Elementele mai grosiere, care nu pot fi cărate de către vânt rămân pe loc și formează pavajul de deflație. Asemenea regiuni, pe care vântul a spulberat elementele fine, rămânând în loc un platou pietros, cu întinse câmpuri de grohotiș este cunoscut sub numele de hamada sau reg. 
Deflația contribuie și la accelerarea dezagregării și alterării selective a rocilor scoțând în evidență forme structurale și petrografice și în mod deosebit alveole și nișe de deflație. Asemenea excavații, însă de dimensiuni mai mari, întâlnite în rocile granitice, poartă în Corsica denumirea de taffoni.

#### Efectele coraziunii și deflației
Coraziunea și deflația în asociere cu dezagregarea, atacă cu precădere straturile de roci friabile, formațiunile mai dure rămânând tot mai proeminente. Apar astfel creste, ciuperci eoliene, stâlpi. 
Tot ca rezultat al conjugării coraziunii și deflației, pe suprafața hamadelor și regurilor sunt întâlnite pietre șlefuite pe trei fețe – dreikanter. Formarea fațetelor se explică prin rostogolirea pietrelor, ca urmare a excavării nisipului de la baza lor și oprirea lor pe suprafața cea mai plană. 
Versanții abrupți, expuși vânturilor, prezintă uneori mici scobituri alveolare, care prin desimea lor dau suprafețelor respective aspectul unui fagure. 
Pe câmpiile argiloase se formează prin coraziune și deflație șănțulețe alungite pe direcția vântului, despărțite între ele de creste instabile. Adâncimea acestor șănțulețe cunoscute sub denumirea turcmena de yardang atinge uneori 2-3 m. În deșertul Libiei poartă denumirea de djef-djef. Păstrarea în relief a crestelor se datorează mai ales fixării argilei de către smocurile de iarbă și tufele rare. Sunt tipice în pustiurile argiloase din Asia Centrală. 
Acțiunea de coraziune pe nisipuri devine evidentă numai atunci când aceste formațiuni prezintă o coerență ridicată, fie datorită grosimii mari a depozitului, fie datorită umidității. Cele mai cunoscute forme în aceste cazuri sunt: fuldji, vadi și depresiunile de coraziune și deflație. 
Fuldji sunt adâncituri de formă ovală, ce seamănă cu urma uriașă a unei copite de cal. În pustiul Arabiei aceste pustiuri sunt mai adâncite în partea frontală, situată în direcția vântului. 
Vadi sunt culoare alungite, care se extind pe o lungime de câțiva km, amintind de albiile unor râuri. Prin acțiunea de coraziune și deflație, versantul care stă în calea vânturilor dominante este mai abrupt, în timp ce partea opusă are o pantă domoală, permițând chiar unele acumulări incipiente de nisip. În lungul acestora dar și a uedurilor funcționale, turbioanele de vânt excaveaza mici depresiuni, cunoscute în Africa sub numele de pans. 
Depresiunile de coraziune și deflație se formează mai ales pe interfluviile plate (hamade) constituite din granite și gresii, deoarece aceste roci se dezagregă direct în nisipuri ce pot fi transportate imediat de vânt. Evoluția lor este accelerată în cazul în care sub placa de gresie se găsește o rocă friabilă (nisip, marnă) care poate fi ușor excavată de către vânt. Inițial vântul atacă pe fisuri și diaclaze, până ajunge la roca friabilă subiacentă. Spulberarea acesteia de către vânt provoacă ruperea stratului de rocă dură, ducând la lărgirea excavației eoliene până la dimensiuni de câțiva kmp. Dezvoltarea depresiunilor de coraziune și deflație este grăbită și de intervenția șiroirii, concentrată către centrul depresiunii.

### Acumulările eoliene
Acumulările eoliene reprezintă aglomerări de nisipuri sau praf, pe care vântul le-a smuls sau le-a spulberat. Deplasarea materialelor de către vânt se face prin suspensie (particule sub 0,1 mm), saltație (0,1-0,2 mm) și târare (peste 0,2 mm). 
Formele de relief rezultate din acumulări eoliene pot fi grupate în trei categorii: riduri și movile, dune, câmpuri de dune (erguri).

#### Riduri și movile
Primele semne ale activității eoliene sunt puse în evidență de unele ondulări de nisip – riduri – asemănătoare ripple-marks-urilor marine. Aceste ondulări, transversale în raport cu vântul dominant, au înălțimi de câțiva cm și lungimi ce rar depășesc 20-30 cm.
O alta formă simplă rezultată în urma acumulării eoliene o constituie movila de nisip, cunoscută în Sahara sub numele de nebka. Ea se formează prin îngrămădirea nisipului în jurul unui obstacol de tufișuri sau ridicături stâncoase. Nebka se alungește în direcția vântului, în spatele obstacolului sub forma unei limbi de nisip, transformându-se într-o adevărată dună. Înălțimea acestei acumulări nu depășește 1 m. Nebka este o formă extrem de dinamică, ea formându-se la vânturi ce au câteva zile o direcție constantă, sau se distruge la fel de repede o dată cu schimbarea de direcție a vântului. 

#### Dune
Dunele sunt niște valuri asimetrice și reprezintă formele cele mai caracteristice ale acumulării eoliene. Ele apar în condițiile unei cantități abundente de nisip, din zonele aride și semiaride. În regiunile temperate dunele cele mai importante se găsesc în regiunile litorale, unde alimentarea cu nisip și brizele creează condiții favorabile formării acestora, sau în apropierea marilor lunci fluviatile și a lanțurilor morenelor glaciare. În funcție de dinamica vântului și abundența nisipului, pot lua forme diferite. Formarea și evoluția dunelor se poate urmări cel mai bine în imediata apropiere a țărmurilor. Aici, cele mai simple acumulări se fixează în jurul unor smocuri de vegetație; ele sunt dunele embrionare. Prin unirea lor se formează un cordon ce urmărește foarte aproape linia de țărm, ca un val, formând duna de țărm sau avanduna. Prin migrarea avandunei, ca urmare a vânturilor dominante (brizele), în spatele acesteia se formează un nou val de dune, paralel cu primul. Se constituie astfel mai multe șiruri paralele între ele și transversale față de direcția vântului dominant. Între acestea rămân mici culoare alungite, care în Gasconia porta numele de lette. Prin îndepărtarea de zona de alimentare dunele transversale sunt tot mai puțin alimentate de nisip, și încep să fie fixate de vegetație și degradate de vânturile puternice.
Barcanele descrise pentru prima dată în Asia Centrală, unde au și răspândirea cea mai mare, sunt dune izolate, având forma unei semilune. Ele se dispun transversal față de direcția vântului dominant. Au profil asimetric: partea convexă a dunei este formată dintr-o pantă mică, expusă vântului dominant, pe când partea concavă, ascunsă de vânt, este delimitată de o pantă puternică. Prima este o suprafață de eroziune, de pe care vântul antrenează particulele de nisip, lăsându-le apoi să cadă pe versantul adăpostit, care este o pantă de acumulare. De multe ori capetele mai multor barcane se contopesc și dau naștere unui lanț de barcane, așezate perpendicular pe direcția vânturilor dominante, având aspectul unei creste sinuoase. Prin continua spulberare a nisipului de pe suprafața expusă și acumularea de pe partea concavă, barcanele au o mobilitate deosebită, deplasându-se în direcția vântului cu câțiva zeci de metri pe an. Abundența lor în Asia Centrală și Mauritania este legată de constanța vânturilor musonice și respectiv a alizeelor. 
Dunele parabolice reprezintă excavarea prin deflație a unor depresiuni circulare sau ovale, la marginea cărora se depune un val de nisip semicircular sau parabolic. Forma de semilună a dunelor parabolice este opusă barcanelor, având frontul convex abrupt, iar cel concav lin, ultimul fiind situat în bătaia vântului. Fixarea vegetației oprește adâncirea excavațiilor. Dacă vântul este totuși destul de puternic, excavațiile se alungesc și se lărgesc mult; la extremitatea lor se formează uneori prin acumularea nisipului una sau mai multe movile denumite în Câmpia Panonică garmada. 

#### Câmpuri de dune
Câmpurile de dune mult mai variate și mai complexe, ocupă în regiunile aride și semiaride suprafețe de sute sau mii de kmp. Asemenea acumulări în Sahara poartă numele de erg, kum în Asia Centrală, iar în unele țări arabe denumirea de nefud. Pe întinsul acumulărilor nisipoase apar o serie de forme, de la riduri și dune elementare până la depresiuni alungite sau îngrămădiri deluroase de nisip. Mai dese sunt barcanele unite între ele, formând dunele în W transversale față de vânt. Prin alungirea treptată a uneia din proeminențele laterale, sub influența vântului secundar, însă mai violent, barcanele pot trece în lanțuri de dune longitudinale. Acestea au aspectul unor valuri alungite pe zeci de km lungime, separate între ele de culoare depresionare largi. Aceste zone depresionare între dune, formate în cea mai mare parte datorită deflației poartă în Sahara numele de gassi (când au ajuns să scoată la zi roca de bază) sau feidj (când subasmentul stâncos mai este acoperit cu o pătură subțire de nisip). Umiditatea mai mare din aceste depresiuni, ca urmare a apelor freatice (provenite din ploi sau condensarea vaporilor de apă) permite chiar instalarea unei vegetații (în special de curmali). Acestea sunt oazele mult căutate de caravane și vizitatorii deșerturilor. 
Pe lângă asociațiile de dune transversale și longitudinale, cu o anumită uniformitate, majoritatea ergurilor și kumurilor prezintă întinderi mari de nisip modelate în câmpuri de dune neregulate, cu relief confuz, fără nici un fel de aliniament sistematic. Ele poartă în Sahara numele de akle și corespund regiunilor cu vânturi violente, care suflă din toate direcțiile. Uneori, culmile dunelor iau aspectul unor creste fumegânde, ușor curbate, numite sif. În locurile unde efectul mai multor turbioane vecine este maxim, pe culmea dunelor se formează niște ridicături piramidale – dune piramidale – caracterizate printr-o mare instabilitate. 

#### Clasificarea dunelor
După forma lor dunele au fost clasificate în cinci categorii: litorale, barcane, transversale (în W), parabolice și longitudinale. 
Extinderea și dezvoltarea lor sunt legate de existența unor mari cantități de nisip mobil, a cărui origine s-a dovedit a fi foarte variată. Numeroși cercetători ai Saharei au emis părerea că ergurile se localizează pe marile pânze de nisipuri aluviale, puse în loc în timpul perioadelor cu climat mai umed. În alte cazuri ele reprezintă nisipuri marine, depuse în timpul unor vechi transgresiuni, remaniate și transportate la mari distanțe de către apele curgătoare.

## Glacisurile
O trăsătură caracteristică a peisajului regiunilor aride și semiaride este existența unor suprafețe slab înclinate (în general sub 5º) presărate cu aluviuni, care fac trecerea între reliefurile montane înalte și depresiunile endoreice. Acestea au fost numite pedimente, glacis de eroziune sau glacis de denudație. Glacisurile ar fi dezvoltate în roci moi, situate la baza reliefurilor structurale sau petrografice, pe când pedimentele ar fi modelate într-o rocă granulară, dură și omogenă, iar abrupturile care le delimitează către amonte nu sunt de origine structurală ci de eroziune. 
În partea superioară aceste câmpii înclinate sunt dominate de versanți puternic înclinați. Racordarea cu partea abruptă se poate face fie printr-o scurtă secțiune concavă – taluz de grohotiș, fie printr-o ruptură netă de pantă numită knik. La ieșirea uedurilor din regiunile înalte, glacisul pătrunde în interiorul acestora sub forma unor golfuri conice (conuri de eroziune). În schimb, spre aval glacisul trece pe nesimțite într-o câmpie de acumulare (playa sau bajada) ce se suprapune în general depresiunilor endoreice. 
La modelarea glacisurilor de eroziune iau parte procese complexe: dezagregarea și alterarea, scurgerea în pânză, șiroirea și eroziunea laterală. 
Dezagregarea și alterarea rocilor este mai intensă pe abrupturile neprotejate de sol sau de vegetație, care delimitează glacisul (pedimentul) către amonte. Aceste procese contribuie la retragerea paralelă a versanților, lăsând spre aval suprafața netedă a glacisurilor. Pentru înlăturarea sfărâmăturilor de rocă intervin procesele fluviatile (scurgerea în pânză, șiroirea) și cele eoliene (deflația). 
Scurgerea în pânză (sheet flood) a fost semnalată ca un proces activ de modelare a regiunilor aride. Ea este rezultatul unei ploi abundente și de scurtă durată. Unda de viitură, concentrată în albia uedului din zona montană, la ieșirea din munte nu mai poate fi canalizată pe văile anastomozate; ea se va împrăștia pe suprafața glacisului, sub forma unei pânze continue de apă. Aceasta pânză transportă sfărâmăturile fine, pe care le abandonează spre aval, în funcție de granulometria acestora. Acest proces mai este denumit eroziune deșertică sau eroziune tangențială. 
Șiroirea difuză (rill-wash) este constituită dintr-o serie de firișoare de apă, care neajungând să se concentreze pe un canal colector, curg pe suprafața glacisului, formând un păienjeniș de șănțulețe. Datorită încărcăturii cu materiale și a pendulării pe suprafața glacisului,  exercită mai mult o eroziune laterală. Pe pantele puțin înclinate, prin unirea mai multor șănțulețe scurgerea ia un aspect pelicular. 
Eroziunea chimică (dizolvarea) este luată în considerare ca proces principal de formare a pedimentelor pe granite. 
Eroziunea laterală. Uedurile la ieșirea din regiunile de munte abandonează materialele grosiere formând conuri de dejecție, cu panta destul de mare. Eroziunea laterală a uedului se exercită atât în aval de aceste conuri aluviale cât și în zona lor de formare. Materialele transportate și depuse în timpul undelor de viitură, formează pe patul uedurilor un pavaj greu de înlăturat. Din această cauza, energia uedului este consumată în exercitarea eroziunii laterale, care cu timpul duce la nivelarea glacisului. Divagările pe conurile aluviale lărgesc gura de vărsare a uedului la piciorul muntelui, dându-i o formă de pâlnie. Dezagregarea activă pe versanții lipsiți de vegetație, șiroirea și scurgerea în pânză, care transportă sfărâmăturile de roci, migrările laterale ale uedurilor, permit menținerea unor versanți puternic înclinați la marginea reliefurilor mai înalte. Intensitatea acestor procese permite o evoluție activă a acestora, prin retragerea lor spre amonte, paralelă cu ei înșiși. Din această retragere a versanților rămâne la baza lor o pantă de eroziune ușor înclinată, pe care pot fi împrăștiate aluviunile fine sau grosiere, aduse de marile viituri. Acestea sunt glacisurile.

### Tipuri de glacisuri
Cele mai frecvente și extinse suprafețe de glacisuri sunt întâlnite în regiunile tropicale și subtropicale (mai ales cele mediteraneene). Lungile perioade secetoase, ce alternează cu ploi scurte, torențiale, determină o eroziune accelerată ritmic, care duce pe de o parte la formarea unor suprafețe dintre cele mai netede, iar pe de altă parte la menținerea unor pante abrupte și în continuă retragere. Glacisurile au fost semnalate și în alte zone, dar cu o frecvență mult mai mică. O dezvoltare mai mare o au în regiunile periglaciare. 
Formarea și tipurile de glacisuri sunt în funcție de condițiile de modelare, de rocă, de locul de formare.

#### Clasificare
În literatura geomorfologică au fost făcute o serie de clasificări:
- 1. glacisuri de eroziune și de acumulare;
- 2. glacisuri de denudare, de împrăștiere și de acumulare;
- 3. glacisuri periglaciare de solifluxiune și dezagregare și glacisuri semiaride de șiroire;
- 4. glacisuri-conuri, glacisuri-versant și glacisuri-terasă;
- 5. glacisuri în roci dure sau pedimente propriu-zise;
- 6. glacisuri în roci moi de eroziune, de împrăștiere și de acumulare.

Pentru țara noastră Gr. Posea evidențiază următoarele tipuri:
- 1. glacisuri situate la marginea depresiunilor (sub formă de prispă piemontană și glacis-con);
- 2. glacisuri dezvoltate pe rama câmpiilor (cu aspect piemontan și proluvial);
- 3. glacisuri de vale (de terasă, de luncă, de văi și bazinete cu scurgere temporară);
- 4. glacisuri de front structural.

#### Evoluția generală
Evoluția glacisurilor este marcată de extinderea și scăderea altitudinală a suprafețelor netede, precum și de retragerea tot mai avansată a versanților către interiorul muntelui. Astfel glacisurile (pedimentele) care înconjoară din toate părțile o regiune muntoasă, se pot dezvolta pe seama acesteia, până la contopirea și îngemănarea lor într-o vastă câmpie de eroziune- pediplenă, accidentată de reliefuri reziduale – inselberguri.

## Imagini

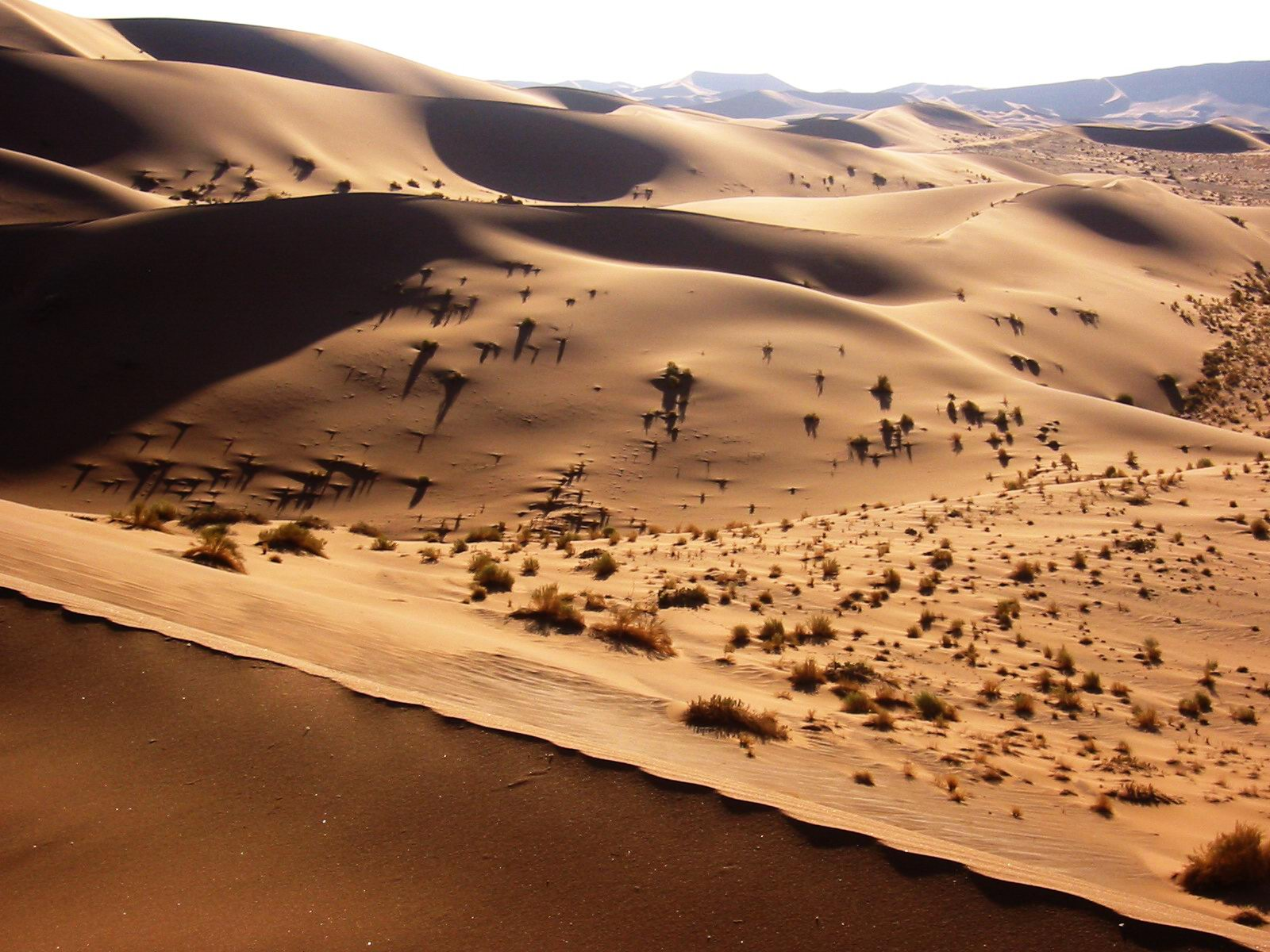
Namibia
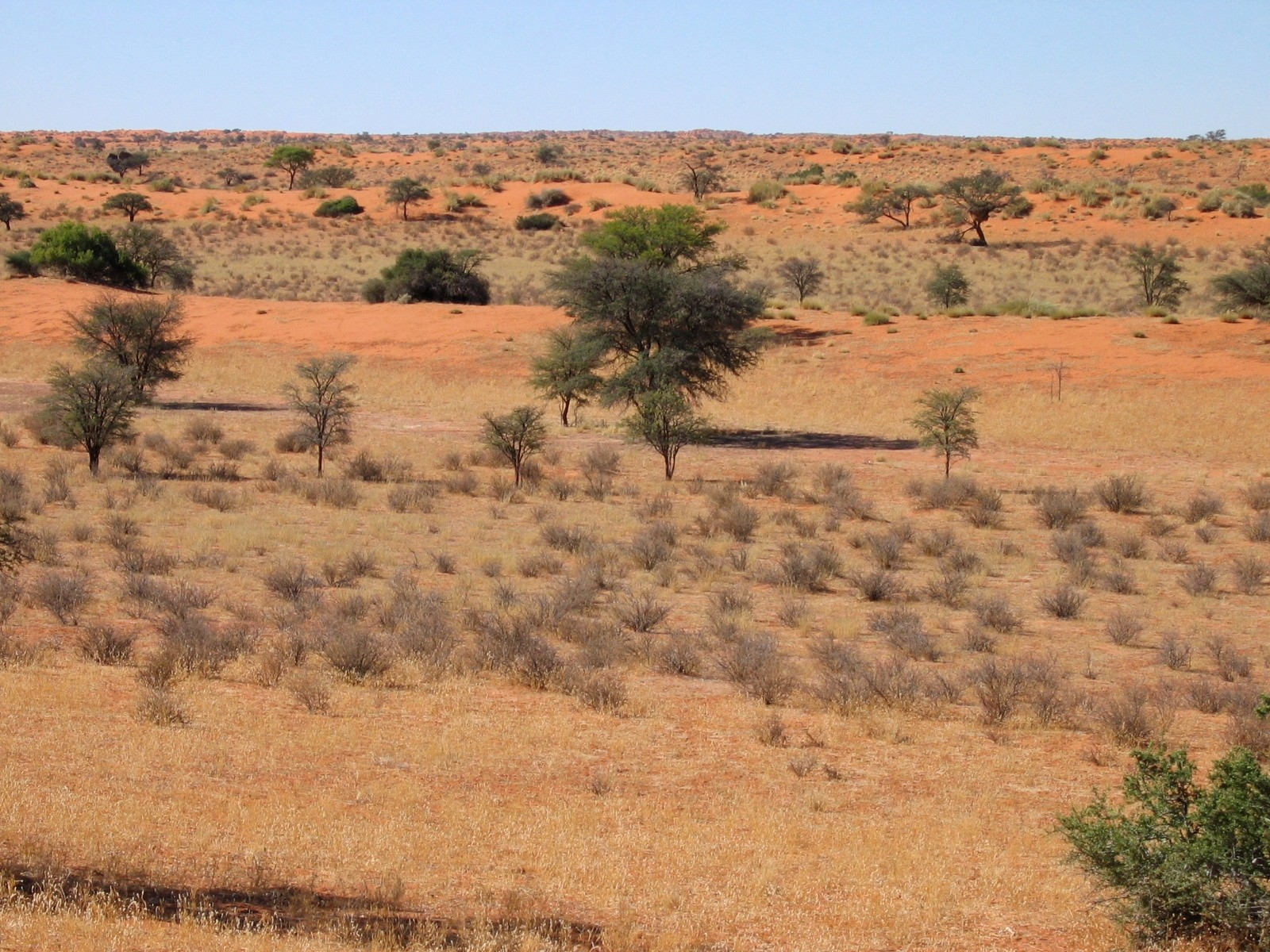
Kalahari
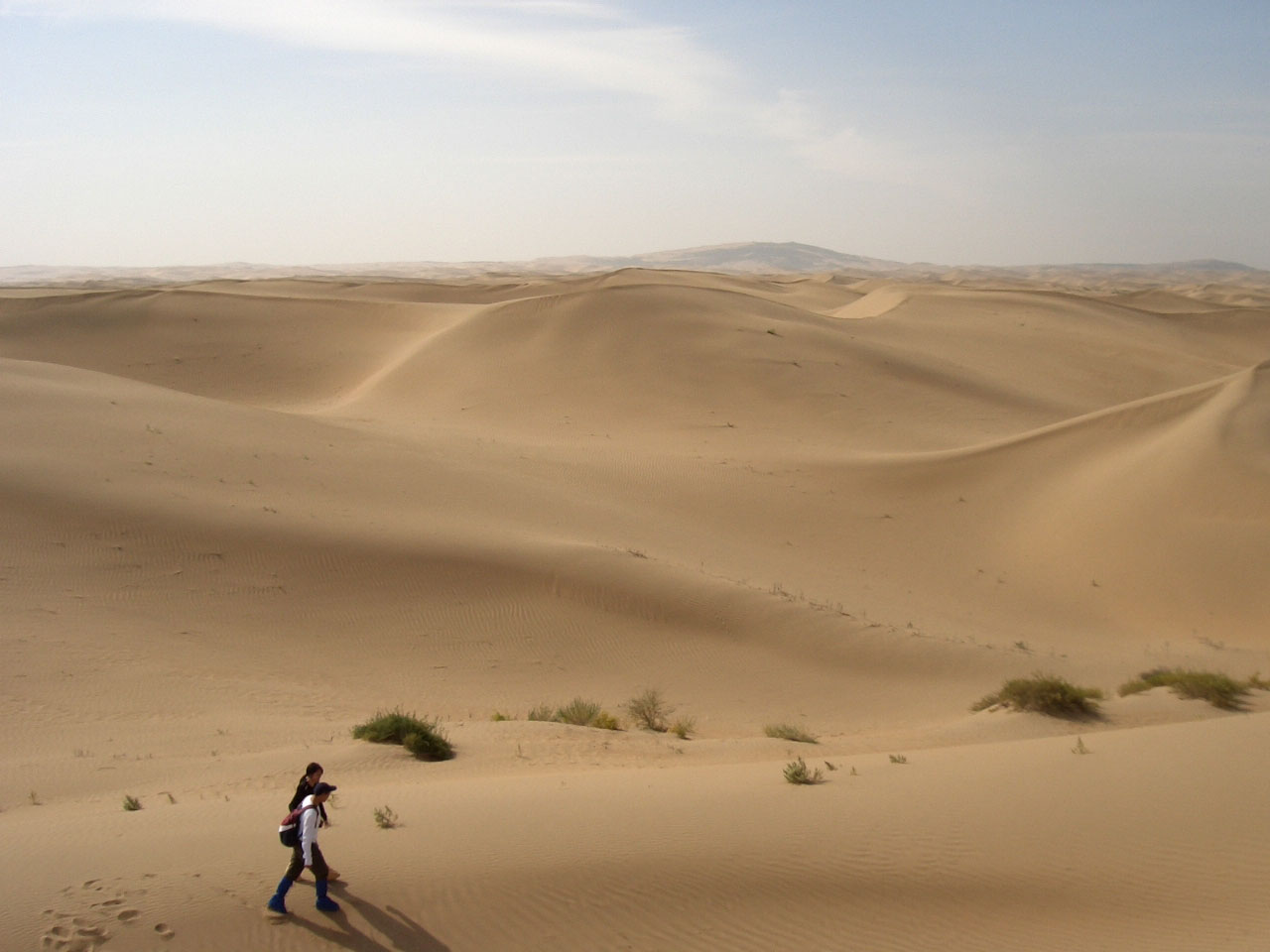
Gobi
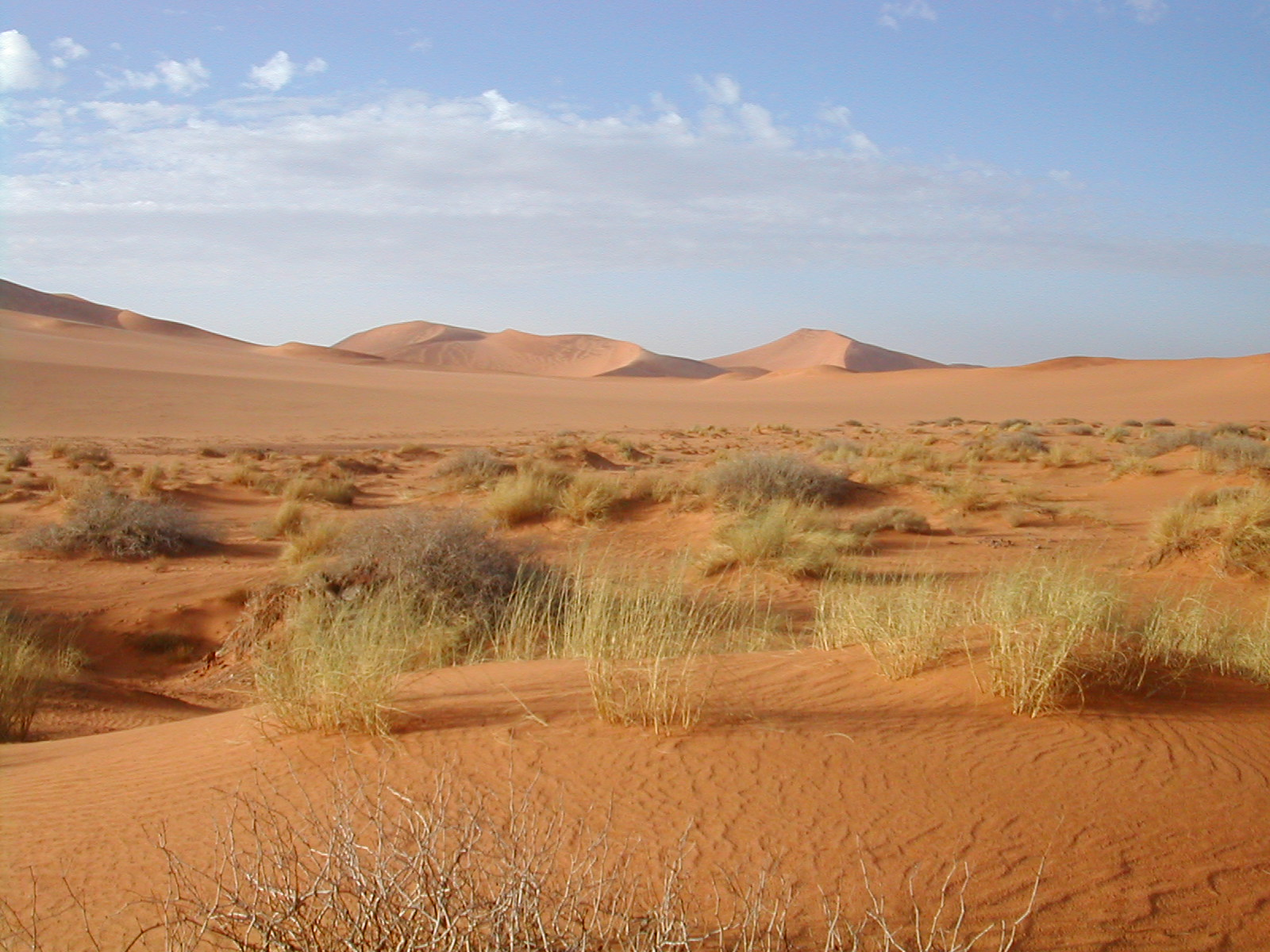
Sahara